# Saint-Michel-de-Montaigne
Saint-Michel-de-Montaigne (Sent Miquèu de Montanha auf Okzitanisch) ist eine französische Gemeinde mit 323 Einwohnern (Stand 1. Januar 2022) im Département Dordogne und der Region Aquitaine.

## Geographie
Der Ort Saint-Michel-de-Montaigne liegt im Südwesten der Dordogne, ca. 75 km südwestlich von Périgueux und 40 km westlich von Bergerac. Die nächste größere Stadt ist Castillon-la-Bataille im Département Gironde. Zum Ort gehören drei Weiler: Illarets, Petit Moulin und Bonnefare. Die Gemeinde verfügt über eine große Waldfläche und es wird hauptsächlich Landwirtschaft und Weinbau betrieben.

## Bevölkerungsentwicklung
| Jahr                       | 1962 | 1968 | 1975 | 1982 | 1990 | 1999 | 2009 | 2017 |
| Einwohner                  | 349  | 291  | 283  | 283  | 292  | 297  | 367  | 337  |
| Quellen: Cassini und INSEE |      |      |      |      |      |      |      |      |

## Sehenswürdigkeiten

### Kirche St. Michel
Die Kirche St. Michel aus dem 12. Jahrhundert wurde während der Hugenottenkriege durch einen Brand teilweise zerstört. Sie konnte Anfang des 17. Jahrhunderts dank einer Spende der Gattin des Herrn von Montaigne restauriert werden. Seit 1970 ist sie ein französisches Kulturdenkmal.

### Schloss Montaigne
Das örtliche Schloss stammt aus dem 16. und 17. Jahrhundert und wurde im Jahre 1885 zu einem großen Teil zerstört bald aber wieder im Neorenaissance-Stil aufgebaut. Der von einem Park umgebenen Palast ist heute öffentlich zugänglich und war der Wohnsitz der Familie des Philosophen Michel de Montaigne. Das Schloss ist seit 1952 ein französisches Kulturdenkmal.

## Persönlichkeiten
Berühmtester Sohn des Ortes ist Michel de Montaigne (1533–1592), Parlamentsrat (Richter am Obersten Gerichtshof) in Bordeaux, mehrmaliger Bürgermeister von Bordeaux und der Begründer der literarischen Gattung des Essay. Er lebte in seinem Schloss Montaigne bis zu seinem Tod. Das Schloss ist heute ein vielbesuchtes Ausflugsziel.